# Time Travel
Time Travel, chinesisch: 木质过山车, im Hot Go Park - Happy Jungle World bei Fushun in China ist eine Holzachterbahn des Herstellers Martin & Vleminckx, die im September 2014 eröffnet wurde.
Die 1.122 m lange Strecke erreicht eine Höhe von 32 m und verfügt über eine 31 m hohe erste Abfahrt von 62°. Die Höchstgeschwindigkeit beträgt 94 km/h und die Strecke verfügt außerdem über zwei Tunnel.

## Züge
Time Travel besitzt zwei Züge des Herstellers Gravitykraft Corporation mit jeweils zwölf Wagen. In jedem Wagen können zwei Personen (eine Reihe) Platz nehmen.